# Ірпа
Ірпа  — річка в Брянській області Росії . Права притока Снови (басейн Дніпра).

## Опис
Довжина річки 40 км., похил річки — 1,1 м/км. Площа басейну 342 км².

## Розташування
Бере початок у Хохлівцях. Тече переважно на південний схід і на північному заході від Гаті в урочищі Кривий Ріг впадає у річку Снову, праву притоку Десни.
Населені пункти вздовж берегової смуги: Климово, Сачковичі, Старий Ропськ, Новий Ропськ.